# محطة قطار بيتح تكفا – كريات أريه

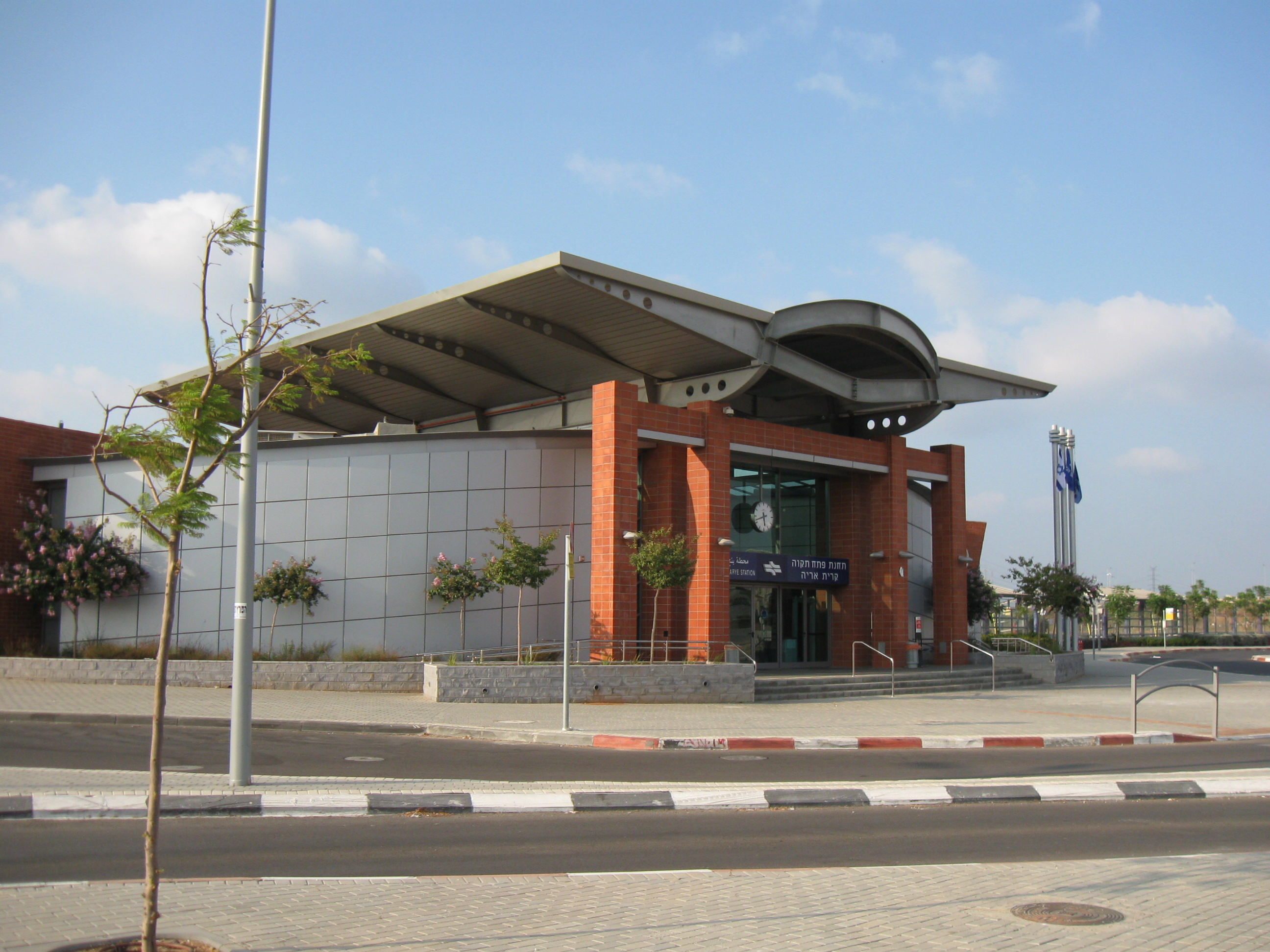
محطة قطار بيتح تكفا – كريات أريه

محطة قطار بيتح تكفا – كريات أريه (بالعبرية: תחנת הרכבת פתח תקווה – קריית אריה) هي محطة قطار تقع في شبكة خطوط السكك الحديدية الإسرائيلية تخدم مدينة بيتح تكفا في وسط إسرائيل.
تقع المحطة على سكة حديد اليركون بين محطتي بني براك وبيتح تكفا سجولاه وتخدم على خط أشكلون — هرتسليا.

## تصميم

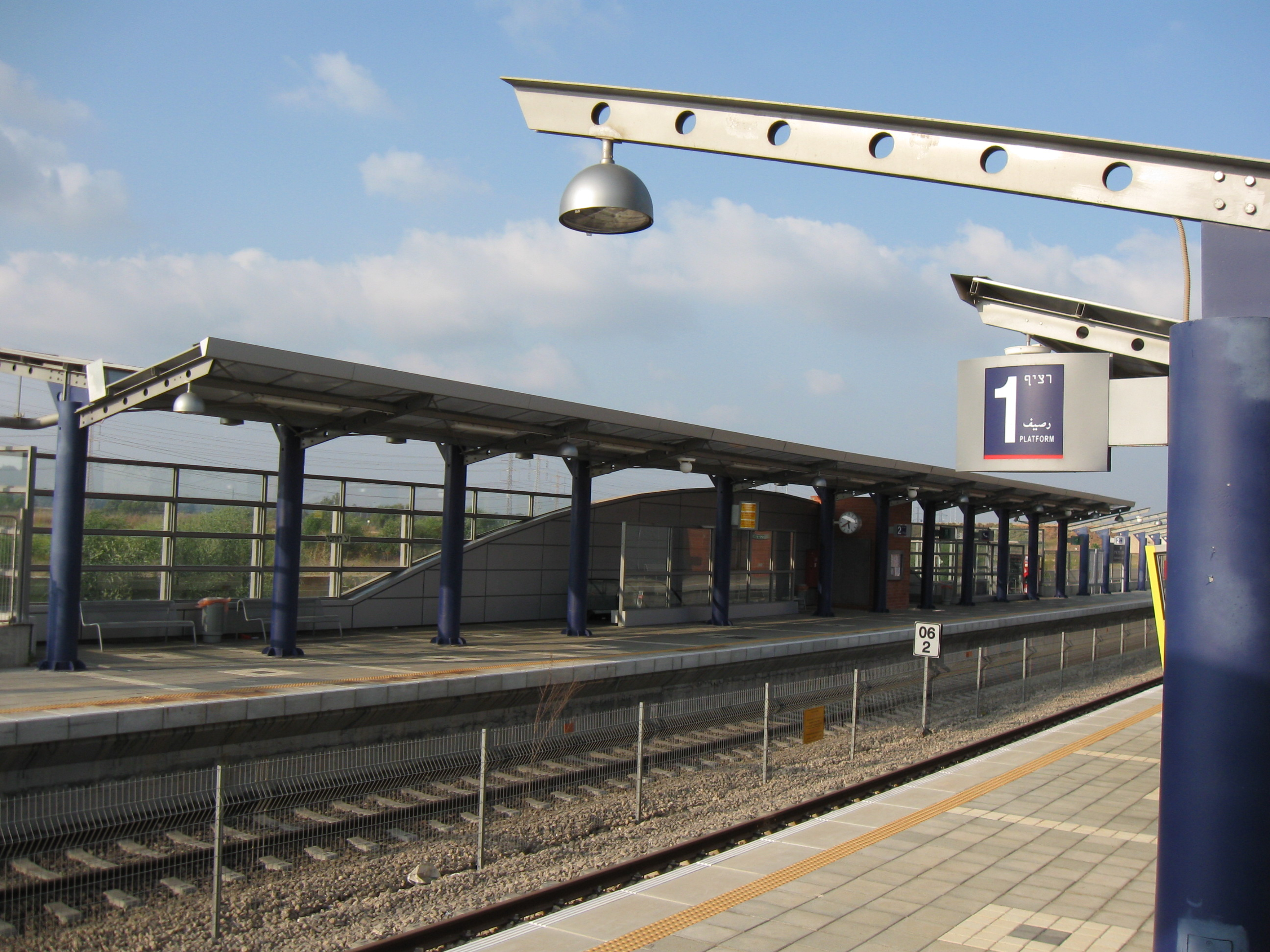
رصيف 1

يوجد في المحطة رصيفين جانبيين متصلين بممر تحت الأرض وهما: رصيف 1 يقع بجوار صالة المسافرين ومنه تنطلق القطارات إلى تل أبيب، ورصيف 2 الذي تنطلق منه القطارات باتجاه رعنانا.